# Ruellia baurii
Ruellia baurii är en akantusväxtart som beskrevs av C. B. Cl.. Ruellia baurii ingår i släktet Ruellia och familjen akantusväxter. Inga underarter finns listade i Catalogue of Life.